# Macreupelmus crassicornis
Macreupelmus crassicornis är en stekelart som först beskrevs av Cameron 1884.  Macreupelmus crassicornis ingår i släktet Macreupelmus och familjen hoppglanssteklar. Inga underarter finns listade i Catalogue of Life.